# Solariella laevis
Solariella laevis är en snäckart som beskrevs av Friele 1886. Solariella laevis ingår i släktet Solariella och familjen pärlemorsnäckor. Inga underarter finns listade i Catalogue of Life.